# Coupe continentale de hockey sur glace 2015-2016
Navigation
Édition 2014-2015 Édition 2016-2017
La saison 2015-2016 est la dix-neuvième édition de la Coupe continentale de hockey sur glace, une compétition européenne de clubs organisée par la Fédération internationale de hockey sur glace (IIHF). Elle débute le 2 octobre 2015 alors que la finale se tient du 8 au 10 janvier 2016 dans la patinoire des Dragons de Rouen qui s'imposent à domicile.

## Présentation
| GKS Tychy Rishon Devils Zeytinburnu Istanbul Sofia Belgrade Pavlodar (pas sur la carte) → HK Krementchouk Salihorsk Herning Asiago Rouen Miskolci JJSE Coventry Galați Jaca Riga Jesenice |

 Bleu : 1er tour ;  Vert : 2e tour ;  Rouge : 3e tour.
Dix-sept équipes venant d'autant de pays prennent part à la compétition : il s'agit des vainqueurs des championnats nationaux respectifs, à l’exception des danois de Herning Blue Fox (1er de la saison régulière), des français des Dragons de Rouen (2e de la saison régulière) et des ukrainiens du HK Krementchouk (1er de la saison régulière).
La compétition se divise en quatre phases de groupes. L'entrée en lice des équipes se fait selon le niveau de chacune.
Chaque groupe est composé de quatre équipes et est organisé par l'une d'entre elles. Il se déroule sous la forme d'un championnat à rencontre simple. Aux premier et deuxième tours, seul le vainqueur de chaque groupe se qualifie pour le tour suivant tandis que les deux premiers de chaque groupe du troisième tour se qualifient pour la finale. Le vainqueur de la Coupe continentale 2015-2016 obtient une place pour la saison 2016-2017 de la Ligue des champions.
La répartition des points est la suivante :
- 3 points pour une victoire dans le temps réglementaire
- 2 points pour une victoire en prolongation ou aux tirs de fusillade
- 1 point pour une défaite en prolongation ou aux tirs de fusillade
- 0 point pour une défaite dans le temps réglementaire

| Tour           | Dates             | Groupe | Lieu                                   | Participants |
| -------------- | ----------------- | ------ | -------------------------------------- | --- |
| Premier tour   | 2 au 4 octobre    | A      | Ledena dvorana Pionir Belgrade Serbie  | HK Partizan Belgrade HK CSKA Sofia Rishon Devils Zeytinburnu Istanbul                                                           |
| Deuxième tour  | 23 au 25 octobre  | B      | Miskolci Jégcsarnok Miskolc Hongrie    | Mogo Riga HDD Jesenice Miskolci JJSE CH Jaca                                                                                    |
| Deuxième tour  | 23 au 25 octobre  | C      | Stadion Zimowy w Tychach Tychy Pologne | Coventry Blaze GKS Tychy CSM Dunărea Galați Vainqueur du Groupe A : HK CSKA Sofia HK Partizan Belgrade                          |
| Troisième tour | 20 au 22 novembre | D      | Stadio Odegar Asiago Italie            | Herning Blue Fox HK Ertis Pavlodar Asiago Hockey Vainqueur du Groupe B : Mogo Riga                                              |
| Troisième tour | 20 au 22 novembre | E      | Île Lacroix Rouen France               | HK Chakhtsior Salihorsk Dragons de Rouen HK Krementchouk Vainqueur du Groupe C : GKS Tychy                                      |
| Super finale   | 8 au 10 janvier   | F      | Île Lacroix Rouen France               | 1er du Groupe D : Herning Blue Fox 1er du Groupe E : Dragons de Rouen 2e du Groupe D : Asiago Hockey 2e du Groupe E : GKS Tychy |

## Premier tour — Groupe A
Le premier tour se déroule du 2 au 4 octobre 2015. Le Groupe A a lieu à Belgrade en Serbie.
| Clt   | Équipe               | PJ | V | VP | D | DP | BP | BC | Diff | Pts |
| ----- | -------------------- | -- | - | -- | - | -- | -- | -- | ---- | --- |
| +001, | HK CSKA Sofia        | 3  | 3 | 0  | 0 | 0  | 28 | 10 | +18  | 9   |
| +002, | Zeytinburnu Istanbul | 3  | 2 | 0  | 1 | 0  | 23 | 14 | +9   | 6   |
| +003, | HK Partizan Belgrade | 3  | 1 | 0  | 2 | 0  | 14 | 17 | -3   | 3   |
| +004, | Rishon Devils        | 3  | 0 | 0  | 3 | 0  | 6  | 30 | -24  | 0   |

- Qualifié pour le deuxième tour

| 2 octobre 2015 | Rishon Devils | 4-14 (1-6, 3-4, 0-4) | Zeytinburnu Istanbul | Ice Rink Pionir 23 spectateurs |

| Feuille de match  | Feuille de match | Feuille de match                                                              | Feuille de match | Feuille de match                                           |
| ----------------- | --- | ----------------------------------------------------------------------------- | --- | ---------------------------------------------------------- |
|                   | - Klein — 18 min 8 s - Margoulis (Klein, Avneri) — 33 min 17 s (SN) Klein (Avneri) — 35 min 53 s (SN) - Sherf (Klein) — 39 min 12 s - | 0-1 0-2 0-3 0-4 0-5 1-5 1-6 1-7 1-8 2-8 3-8 3-9 3-10 4-10 4-11 4-12 4-13 4-14 | Peronmaa (Ozmen) — 2 min 9 s (SN) Zadoienko (Voitsekhivskyi) — 6 min 43 s Zadoienko (Peronmaa) — 7 min 13 s Zadoienko (Voitsekhivskyi) — 13 min 33 s Zadoienko (Alves) — 18 min (SN) - Ozmen — 19 min 17 s (IN) Pernmaa (Zadoienko) — 25 min 7 s Ozturk — 30 min 10 s - Peronmaa (Karakoc) — 38 min 16 s Voitsekhivskyi (Zadoienko) — 38 min 22 s - Ozmen (Voitsekhivskyi) — 48 min 6 s (SN) Peronmaa (Voitsekhivskyi) — 51 min 18 s Zadoienko — 51 min 32 s Voitsekhivskyi (Zadoienko) — 55 min 42 s | Arbitrage : Maruis Iliescu Uros Aleksic et Nemanja Nikolic |
| Alexander Loginov | Gardiens | Tyler Holske                                                                  | | Arbitrage : Maruis Iliescu Uros Aleksic et Nemanja Nikolic |
| 16 min            | Pénalités | 10 min                                                                        | | Arbitrage : Maruis Iliescu Uros Aleksic et Nemanja Nikolic |
| 24                | Tirs | 48                                                                            | | Arbitrage : Maruis Iliescu Uros Aleksic et Nemanja Nikolic |

| 2 octobre 2015 | HK CSKA Sofia | 12-4 (7-0, 4-1, 1-3) | HK Partizan Belgrade | Ice Rink Pionir 150 spectateurs |

| Feuille de match | Feuille de match | Feuille de match                                                      | Feuille de match | Feuille de match                                       |
| ---------------- | --- | --------------------------------------------------------------------- | --- | ------------------------------------------------------ |
|                  | Orlov (Muhachev) — 2 min 14 s Muhachev (Yotov, Orlov) — 3 min 36 s (SN) Koniukhov (Muhachev) — 4 min 14 s Yotov (Koniukhov, Muhachev) — 6 min 22 s (IN) Johnsson (Dusicka) — 7 min 29 s Muhachev (Shchevelev) — 9 min 25 s Shchevelev (Muhachev, Yotov) — 17 min 36 s (SN) Orlov — 22 min 12 s - Yotov (Muhachev, Orlov) — 27 min 49 s (SN) Johnsson (Malinjak) — 33 min 33 s Muhachev (Koniukhov) — 36 min 2 s (SN) - Dusicka — 57 min 31 s | 1-0 2-0 3-0 4-0 5-0 6-0 7-0 8-0 8-1 9-1 10-1 11-1 11-2 11-3 11-4 12-4 | - Milovanovic (Cukovic) — 22 min 44 s - Jankovic (Milovanovic) — 47 min 22 s Milovanovic (Gabric) — 50 min 32 s Cukovic (Jankovic) — 53 min 45 s - | Arbitrage : Jonas Reimer Davor Bogdan et Darko Popovic |
| Dimitar Dimitrov | Gardiens | Milan Lukovic                                                         | | Arbitrage : Jonas Reimer Davor Bogdan et Darko Popovic |
| 8 min            | Pénalités | 39 min                                                                | | Arbitrage : Jonas Reimer Davor Bogdan et Darko Popovic |
| 56               | Tirs | 25                                                                    | | Arbitrage : Jonas Reimer Davor Bogdan et Darko Popovic |

| 3 octobre 2015 | Rishon Devils | 1-7 (0-4, 0-2, 1-1) | HK CSKA Sofia | Ice Rink Pionir 40 spectateurs |

| Feuille de match  | Feuille de match                       | Feuille de match                | Feuille de match | Feuille de match                                                 |
| ----------------- | -------------------------------------- | ------------------------------- | --- | ---------------------------------------------------------------- |
|                   | - Klein (Avneri, Ben Tov) — 48 min 1 s | 0-1 0-2 0-3 0-4 0-5 0-6 0-7 1-7 | Johnsson (Boyadjiev, Blagoev) — 5 min 30 s Petras (Dusicka, Malinjak) — 5 min 43 s Orlov — 11 min 57 s Dusicka — 19 min 47 s Dusicka (Johnsson, Blagoev) — 34 min 41 s (SN) Yotov (Shchevelev, Koniukhov) — 36 min 23 s (SN) Yotov (Muhachev, Shchevelev) — 44 min 17 s - | Arbitrage : Hub van Grinsven Jr. Davor Bogdan et Nemanja Nikolic |
| Alexander Loginov | Gardiens                               | Nikola Nikolov                  | | Arbitrage : Hub van Grinsven Jr. Davor Bogdan et Nemanja Nikolic |
| 16 min            | Pénalités                              | 0 min                           | | Arbitrage : Hub van Grinsven Jr. Davor Bogdan et Nemanja Nikolic |
| 14                | Tirs                                   | 51                              | | Arbitrage : Hub van Grinsven Jr. Davor Bogdan et Nemanja Nikolic |

| 3 octobre 2015 | HK Partizan Belgrade | 1-4 (0-0, 0-3, 1-1) | Zeytinburnu Istanbul | Ice Rink Pionir 89 spectateurs |

| Feuille de match | Feuille de match                        | Feuille de match    | Feuille de match | Feuille de match                                         |
| ---------------- | --------------------------------------- | ------------------- | --- | -------------------------------------------------------- |
|                  | - Komazec (Ristic) — 41 min 52 s (SN) - | 0-1 0-2 0-3 1-3 1-4 | Voitsekhivskyi (Zadoienko) — 20 min 23 s Alves (Voitsekhivskyi) — 27 min 9 s (2 SN) Zadoienko (Voitsekhivskyi) — 35 min 50 s - Peronmaa (Zadoienko) — 43 min 9 s (SN) | Arbitrage : Marius Iliescu Uros Aleksic et Darko Popovic |
| Milan Lukovic    | Gardiens                                | Tyler Holske        | | Arbitrage : Marius Iliescu Uros Aleksic et Darko Popovic |
| 132 min          | Pénalités                               | 49 min              | | Arbitrage : Marius Iliescu Uros Aleksic et Darko Popovic |
| 25               | Tirs                                    | 31                  | | Arbitrage : Marius Iliescu Uros Aleksic et Darko Popovic |

| 4 octobre 2015 | Zeytinburnu Istanbul | 5-9 (2-1, 3-3, 0-5) | HK CSKA Sofia | Ice Rink Pionir 15 spectateurs |

| Feuille de match | Feuille de match | Feuille de match                                        | Feuille de match | Feuille de match                                                 |
| ---------------- | --- | ------------------------------------------------------- | --- | ---------------------------------------------------------------- |
|                  | Peronmaa — 8 min 35 s Voitsekhivskyi (Zadoienko, Peronmaa) — 11 min 36 s - Peronmaa (Voitsekhivskyi) — 23 min 30 s - Bahl (Ozman, Voitsekhivskyi) — 36 min 18 s (2 SN) - Zadoienko — 39 min 2 s (SN) - | 1-0 2-0 2-1 3-1 3-2 4-2 4-3 5-3 5-4 5-5 5-6 5-7 5-8 5-9 | - Johnsson (Malinjak, Dusicka) — 18 min 41 s - Koniukhov (Yotov) — 31 min 32 s (2 SN) - Boyadjiev (Muhachev, Orlov) — 38 min 32 s (IN) - Yotov (Koniukhov) — 39 min 57 s Johnsson (Dusicka) — 48 min 10 s (SN) Mhachev (Yotov, Koniukhov) — 50 min 30 s Dusicka — 56 min 39 s (SN) Orlov (Muhachev) — 57 min 18 s Gatchev (Boyadjiev) — 57 min 51 s | Arbitrage : Hub van Grinsven Jr. Uros Aleksic et Nemanja Nikolic |
| Tyler Holske     | Gardiens | Dimitar Dimitrov                                        | | Arbitrage : Hub van Grinsven Jr. Uros Aleksic et Nemanja Nikolic |
| 18 min           | Pénalités | 18 min                                                  | | Arbitrage : Hub van Grinsven Jr. Uros Aleksic et Nemanja Nikolic |
| 27               | Tirs | 52                                                      | | Arbitrage : Hub van Grinsven Jr. Uros Aleksic et Nemanja Nikolic |

| 4 octobre 2015 | HK Partizan Belgrade | 9-1 (2-0, 5-0, 2-1) | Rishon Devils | Ice Rink Pionir 67 spectateurs |

| Feuille de match | Feuille de match | Feuille de match                        | Feuille de match        | Feuille de match                                       |
| ---------------- | --- | --------------------------------------- | ----------------------- | ------------------------------------------------------ |
|                  | Milovanovic (Gabric) — 21 s Rakovic (Pavlovic, Komazec) — 19 min 16 s Gabric (Komazec, Milovanovic) — 23 min 43 s (SN) Milovanovic (Cukovic) — 29 min 12 s Ristic (Ogrizvic) — 30 min 1 s Milovanovic (Gabric) — 36 min 17 s (IN) Milovanovic (Cukovic) — 37 min 10 s (IN) Ogrizovic — 41 min 35 s - Jankovic — 56 min | 1-0 2-0 3-0 4-0 5-0 6-0 7-0 8-0 8-1 9-1 | - Klein — 42 min 57 s - | Arbitrage : Jonas Reimer Davor Bogdan et Darko Popovic |
| Milan Lukovic    | Gardiens | Alexander Loginov                       |                         | Arbitrage : Jonas Reimer Davor Bogdan et Darko Popovic |
| 8 min            | Pénalités | 16 min                                  |                         | Arbitrage : Jonas Reimer Davor Bogdan et Darko Popovic |
| 42               | Tirs | 14                                      |                         | Arbitrage : Jonas Reimer Davor Bogdan et Darko Popovic |

## Deuxième tour
Le deuxième tour se déroule du 23 au 25 octobre 2015.

### Groupe B
Le Groupe B a lieu à Mikolsc en Hongrie.
| Clt   | Équipe        | PJ | V | VP | D | DP | BP | BC | Diff | Pts |
| ----- | ------------- | -- | - | -- | - | -- | -- | -- | ---- | --- |
| +001, | Mogo Riga     | 3  | 3 | 0  | 0 | 0  | 12 | 5  | +7   | 9   |
| +002, | Miskolci JJSE | 3  | 2 | 0  | 1 | 0  | 15 | 7  | +8   | 6   |
| +003, | HDD Jesenice  | 3  | 1 | 0  | 2 | 0  | 7  | 9  | -2   | 3   |
| +004, | CH Jaca       | 3  | 0 | 0  | 3 | 0  | 6  | 19 | -13  | 0   |

- Qualifié pour le troisième tour

| 23 octobre 2015 | HDD Jesenice | 3-1 (1-0, 2-1, 0-0) | CH Jaca | Miskolc Arena 180 spectateurs |

| Feuille de match | Feuille de match                                                                           | Feuille de match | Feuille de match                         | Feuille de match                                        |
| ---------------- | ------------------------------------------------------------------------------------------ | ---------------- | ---------------------------------------- | ------------------------------------------------------- |
|                  | Remar (Manfreda) — 4 min 23 s Erman (Remar, Manfreda) — 23 min 46 s Pesjak — 25 min 29 s - | 1-0 2-0 3-0 3-1  | - Gonzalez (Corbo, di Sei) — 34 min 33 s | Arbitrage : Laurent Garbay Adam Ozsvath et Aron Soltesz |
| Jure Pavlic      | Gardiens                                                                                   | Ander Alcaine    |                                          | Arbitrage : Laurent Garbay Adam Ozsvath et Aron Soltesz |
| 38 min           | Pénalités                                                                                  | 16 min           |                                          | Arbitrage : Laurent Garbay Adam Ozsvath et Aron Soltesz |
| 15               | Tirs                                                                                       | 35               |                                          | Arbitrage : Laurent Garbay Adam Ozsvath et Aron Soltesz |

| 23 octobre 2015 | Miskolci JJSE | 1-2 (0-0, 1-2, 0-0) | Mogo Riga | Miskolc Arena 1 250 spectateurs |

| Feuille de match | Feuille de match                              | Feuille de match | Feuille de match                                                                      | Feuille de match                                          |
| ---------------- | --------------------------------------------- | ---------------- | ------------------------------------------------------------------------------------- | --------------------------------------------------------- |
|                  | Sagert (Galanisz, Hajos) — 21 min 51 s (SN) - | 1-0 1-1 1-2      | - Kurmis (E. Lipsbergs) — 22 min 38 s Lavrenovs (Ozolins, Durdins) — 25 min 20 s (SN) | Arbitrage : Jonathan Liptrott Balazs Somos et Daniel Soos |
| Attila Adorjan   | Gardiens                                      | Henrijs Ancs     |                                                                                       | Arbitrage : Jonathan Liptrott Balazs Somos et Daniel Soos |
| 53 min           | Pénalités                                     | 45 min           |                                                                                       | Arbitrage : Jonathan Liptrott Balazs Somos et Daniel Soos |
| 41               | Tirs                                          | 27               |                                                                                       | Arbitrage : Jonathan Liptrott Balazs Somos et Daniel Soos |

| 24 octobre 2015 | Mogo Riga | 6-3 (0-2, 4-1, 2-0) | CH Jaca | Miskolc Arena 100 spectateurs |

| Feuille de match | Feuille de match | Feuille de match                    | Feuille de match                                                                                         | Feuille de match                                         |
| ---------------- | --- | ----------------------------------- | --- | -------------------------------------------------------- |
|                  | - M. Lipsbergs (E. Lipsbergs, Saviels) — 23 min 42 s (SN) - Ozolins (Durdins) — 32 min 52 s Durdins (Zelubovskis, Lavrenovs) — 38 min 40 s (IN) E. Lipsbergs (M. Lipsbergs, Kurmis) — 39 min 14 s M. Lipsbergs (Kurmis) — 46 min 40 s Durdins (Ozolins, Sancovojs) — 59 min 49 s | 0-1 0-2 1-2 1-3 2-3 3-3 4-3 5-3 6-3 | Gonzalez (di Sei) — 3 min 42 s Gonzalez (Betran) — 4 min 4 s - Pantoja (Gonzalez, Corbo) — 26 min 24 s - | Arbitrage : Maciej Pachucki Adam Ozsvath et Aron Soltesz |
| Ander Alcaine    | Gardiens | Renars Kazanovs                     | | Arbitrage : Maciej Pachucki Adam Ozsvath et Aron Soltesz |
| 10 min           | Pénalités | 12 min                              | | Arbitrage : Maciej Pachucki Adam Ozsvath et Aron Soltesz |
| 39               | Tirs | 18                                  | | Arbitrage : Maciej Pachucki Adam Ozsvath et Aron Soltesz |

| 24 octobre 2015 | HDD Jesenice | 3-4 (1-1, 0-1, 2-2) | Miskolci JJSE | Miskolc Arena 1 150 spectateurs |

| Feuille de match | Feuille de match                                                                                | Feuille de match            | Feuille de match | Feuille de match                                       |
| ---------------- | ----------------------------------------------------------------------------------------------- | --------------------------- | --- | ------------------------------------------------------ |
|                  | Zidan (Remar, Erman) — 9 min 43 s - Zidan (Brus) — 45 min 5 s - Pesjak (Cerkovnik) — 57 min 1 s | 1-0 1-1 1-2 2-2 2-3 2-4 3-4 | - Dansereau (Hajos, Goz) — 16 min 55 s Hajos (Toth, Vojtko) — 38 min 21 s - Goz (Toth, Galanisz) — 52 min 18 s (SN) Galanisz (Sagert) — 56 min 47 s - | Arbitrage : Laurent Garbay Balazs Somos et Daniel Soos |
| Zan Us           | Gardiens                                                                                        | Attila Adorjan              | | Arbitrage : Laurent Garbay Balazs Somos et Daniel Soos |
| 26 min           | Pénalités                                                                                       | 12 min                      | | Arbitrage : Laurent Garbay Balazs Somos et Daniel Soos |
| 16               | Tirs                                                                                            | 39                          | | Arbitrage : Laurent Garbay Balazs Somos et Daniel Soos |

| 25 octobre 2015 | Mogo Riga | 4-1 (1-1, 1-0, 2-0) | HDD Jesenice | Miskolc Arena 155 spectateurs |

| Feuille de match | Feuille de match | Feuille de match    | Feuille de match               | Feuille de match                                           |
| ---------------- | --- | ------------------- | ------------------------------ | ---------------------------------------------------------- |
|                  | - M. Lipsbergs (E. Lipsbergs) — 11 min 44 s E. Lipsbergs (M. Lipsbergs) — 31 min 19 s Prusis (Brakss, Demiters) — 43 min 51 s (SN) M. Lipsbergs (Brakss, Ozolins) — 59 min 51 s (CV) | 0-1 1-1 2-1 3-1 4-1 | Jeklic (Pesjak) — 6 min 31 s - | Arbitrage : Jonathan Liptrott Adam Ozsvath et Aron Soltesz |
| Henrijs Ancs     | Gardiens | Zan Us              |                                | Arbitrage : Jonathan Liptrott Adam Ozsvath et Aron Soltesz |
| 10 min           | Pénalités | 8 min               |                                | Arbitrage : Jonathan Liptrott Adam Ozsvath et Aron Soltesz |
| 30               | Tirs | 16                  |                                | Arbitrage : Jonathan Liptrott Adam Ozsvath et Aron Soltesz |

| 25 octobre 2015 | CH Jaca | 2-10 (1-1, 0-5, 1-4) | Miskolci JJSE | Miskolc Arena 1 150 spectateurs |

| Feuille de match | Feuille de match                                            | Feuille de match                                 | Feuille de match | Feuille de match                                        |
| ---------------- | ----------------------------------------------------------- | ------------------------------------------------ | --- | ------------------------------------------------------- |
|                  | di Sei — 9 min 44 s - Montreuil (Carbonell) — 43 min 54 s - | 1-0 1-1 1-2 1-3 1-4 1-5 1-6 2-6 2-7 2-8 2-9 2-10 | - Dansereau (Booras, Somogyi) — 12 min 17 s (2 SN) Sagert (Booras) — 21 min 18 s Lada (Miskolczi, Booras) — 28 min 28 s Sagert (Hajos, Dansereau) — 29 min 32 s Somogyi (Pavuk, Galanisz) — 29 min 48 s Toth (Hajos, Vojtko) — 37 min 42 s - Pavuk (Galanisz, Goz) — 48 min 40 s Cseter (Vojtko) — 50 min 49 s Galanisz (Pavuk, Sagert) — 51 min 22 s Dansereau (Booras) — 58 min 10 s | Arbitrage : Maciej Pachucki Balazs Somos et Daniel Soos |
| Ander Alcaine    | Gardiens                                                    | Bence Kiss                                       | | Arbitrage : Maciej Pachucki Balazs Somos et Daniel Soos |
| 10 min           | Pénalités                                                   | 14 min                                           | | Arbitrage : Maciej Pachucki Balazs Somos et Daniel Soos |
| 24               | Tirs                                                        | 47                                               | | Arbitrage : Maciej Pachucki Balazs Somos et Daniel Soos |

### Groupe C
Le Groupe C a lieu à Tychy en Pologne.
| Clt   | Équipe               | PJ | V | VP | D | DP | BP | BC | Diff | Pts |
| ----- | -------------------- | -- | - | -- | - | -- | -- | -- | ---- | --- |
| +001, | GKS Tychy            | 3  | 3 | 0  | 0 | 0  | 37 | 5  | +32  | 9   |
| +002, | Coventry Blaze       | 3  | 2 | 0  | 1 | 0  | 21 | 6  | +15  | 6   |
| +003, | CSM Dunărea Galați   | 3  | 1 | 0  | 2 | 0  | 15 | 16 | -1   | 3   |
| +004, | HK Partizan Belgrade | 3  | 0 | 0  | 3 | 0  | 2  | 48 | -46  | 0   |

- Qualifié pour le troisième tour

| 23 octobre 2015 | CSM Dunărea Galați | 2-7 (0-2, 0-3, 2-2) | Coventry Blaze | Winter Stadium 300 spectateurs |

| Feuille de match | Feuille de match                                                                     | Feuille de match                    | Feuille de match | Feuille de match                                         |
| ---------------- | ------------------------------------------------------------------------------------ | ----------------------------------- | --- | -------------------------------------------------------- |
|                  | - Krajci (Chernenko, Lauzon) — 48 min 46 s (SN) Szocs (Donika, Goga) — 54 min 43 s - | 0-1 0-2 0-3 0-4 0-5 0-6 1-6 2-6 2-7 | Tanaka (Lukcavic, Robinson) — 6 min 52 s Tanaka (Trimm, Robinson) — 12 min 6 s Trimm (Tait, Jorgensen) — 22 min 12 s (2 SN) Tanaka (Venus, Quesnele) — 23 min 20 s Trimm (Lukacevic, Noble) — 33 min 9 s (JS) Lukacevic (Cowley, Lauzon) — 42 min 22 s (SN) - Robinson (Tanaka, Trimm) — 59 min 1 s | Arbitrage : Markus Krawinkel Marcin Polak et Wiktor Zien |
| Viorel Radu      | Gardiens                                                                             | Brian Stewart                       | | Arbitrage : Markus Krawinkel Marcin Polak et Wiktor Zien |
| 16 min           | Pénalités                                                                            | 8 min                               | | Arbitrage : Markus Krawinkel Marcin Polak et Wiktor Zien |
| 37               | Tirs                                                                                 | 40                                  | | Arbitrage : Markus Krawinkel Marcin Polak et Wiktor Zien |

| 23 octobre 2015 | GKS Tychy | 26-0 (8-0, 5-0, 13-0) | HK Partizan Belgrade | Winter Stadium 2 300 spectateurs |

| Feuille de match | Feuille de match | Feuille de match | Feuille de match | Feuille de match                                          |
| ---------------- | --- | --- | ---------------- | --------------------------------------------------------- |
|                  | Baginski (Galant) — 29 s Hertl (Pociecha) — 1 min 21 s Jeziorski (Vítek, Kotlorz) — 2 min 2 s Kalinowski (Bepierszcz, Ciura) — 2 min 18 s Baginski (Galant, Kolarz) — 2 min 39 s Kalinowski (Bryk) — 7 min 55 s Kartochkine (Bryk) — 10 min 20 s Hertl — 11 min 50 s (TP) Bepierszcz (Kalinowski) — 23 min Vítek (Lopuski) — 24 min 58 s Kartochkine (Kolarz) — 35 min 22 s (IN) Hertl (Bepierszcz, Pociecha) — 36 min 31 s (IN) Baginski (Galant, Kotlorz) — 38 min 16 s Komorski (Bepierszcz, Kalinowski) — 44 min 19 s (SN) Galant (Majoch) — 45 min 39 s Lopuski (Kogut) — 45 min 56 s Rzeszutko (Lopuski, Kogut) — 46 min 13 s Kalinowski (Hertl, Pociecha) — 47 min 42 s Kartochkine (Kotlorz, Vítek) — 50 min 26 s Jeziorski (Vítek, Kartochkine) — 50 min 37 s Komorski (Bepierszcz, Kolarz) — 51 min 17 s (SN) Komorski (Bepierszcz) — 51 min 32 s Pociecha (Hertl, Galant) — 52 min 14 s Pociecha (Baginski, Majoch) — 52 min 56 s (SN) Rzeszutko (Kogut, Kotlorz) — 53 min 48 s Bepierszcz (Majoch, Galant) — 59 min 10 s | 1-0 2-0 3-0 4-0 5-0 6-0 7-0 8-0 9-0 10-0 11-0 12-0 13-0 14-0 15-0 16-0 17-0 18-0 19-0 20-0 21-0 22-0 23-0 24-0 25-0 26-0 | -                | Arbitrage : Miha Bajt Patryk Kasprzyk et Marcin Mlynarski |
| Štefan Žigárdy   | Gardiens | Milan Lukovic |                  | Arbitrage : Miha Bajt Patryk Kasprzyk et Marcin Mlynarski |
| 10 min           | Pénalités | 22 min |                  | Arbitrage : Miha Bajt Patryk Kasprzyk et Marcin Mlynarski |
| 91               | Tirs | 8 |                  | Arbitrage : Miha Bajt Patryk Kasprzyk et Marcin Mlynarski |

| 24 octobre 2015 | Coventry Blaze | 12-1 (2-1, 5-0, 5-0) | HK Partizan Belgrade | Winter Stadium 300 spectateurs |

| Feuille de match | Feuille de match | Feuille de match                                       | Feuille de match                     | Feuille de match                                               |
| ---------------- | --- | ------------------------------------------------------ | ------------------------------------ | -------------------------------------------------------------- |
|                  | - Trimm (Robinson, Tanaka) — 18 min 11 s Cowley (Tait) — 19 min 4 s Lauzon (Lukacevic, Chalmers) — 24 min 54 s Venus (Cowley, Noble) — 26 min 48 s Trimm (Quesnele) — 30 min 34 s Trimm — 33 min 48 s Tait (Cowley, Valabik) — 39 min 12 s (SN) Tait (Venus, Jorgensen) — 40 min 47 s Robinson (Tanaka, Trimm) — 46 min 54 s Pietrus (Lukacevic, Lauzon) — 47 min 43 s Pietrus (Lukacevic, Lauzon) — 47 min 52 s Lauzon (Lukacevic, Valabik) — 56 min 15 s (SN) | 0-1 1-1 2-1 3-1 4-1 5-1 6-1 7-1 8-1 9-1 10-1 11-1 12-1 | Brkusanin (Pavlovic) — 10 min 33 s - | Arbitrage : Vladimir Babic Patryk Kasprzyk et Marcin Mlynarski |
| Brian Stewart    | Gardiens | Milan Lukovic                                          |                                      | Arbitrage : Vladimir Babic Patryk Kasprzyk et Marcin Mlynarski |
| 6 min            | Pénalités | 10 min                                                 |                                      | Arbitrage : Vladimir Babic Patryk Kasprzyk et Marcin Mlynarski |
| 69               | Tirs | 14                                                     |                                      | Arbitrage : Vladimir Babic Patryk Kasprzyk et Marcin Mlynarski |

| 24 octobre 2015 | GKS Tychy | 8-3 (4-0, 1-2, 3-1) | CSM Dunărea Galați | Winter Stadium 1 400 spectateurs |

| Feuille de match | Feuille de match | Feuille de match                            | Feuille de match | Feuille de match                                  |
| ---------------- | --- | ------------------------------------------- | --- | ------------------------------------------------- |
|                  | Kalinowski (Bepierszcz) — 1 min 47 s Lopuski (Bryk) — 3 min 22 s Witecki (Galant) — 5 min 10 s Lopuski (Kolusz, Hertl) — 17 min 49 s - Rzeszutko (Kolarz) — 34 min 36 s - Rzeszutko (Kotlorz, Bryk) — 44 min 31 s (SN) - Bepierszcz — 53 min 27 s Kotlorz (Kolusz, Rzeszutko) — 54 min 10 s (SN) | 1-0 2-0 3-0 4-0 4-1 5-1 5-2 6-2 6-3 7-3 8-3 | - Lorincz (Nagy, Krajci) — 25 min 50 s (SN) - Krajci (Ryabenko, Chernenko) — 36 min 20 s - Szocs (Pal) — 51 min 38 s - | Arbitrage : Miha Bajt Marcin Polak et Wiktor Zien |
| Štefan Žigárdy   | Gardiens | Viorel Radu                                 | | Arbitrage : Miha Bajt Marcin Polak et Wiktor Zien |
| 10 min           | Pénalités | 10 min                                      | | Arbitrage : Miha Bajt Marcin Polak et Wiktor Zien |
| 45               | Tirs | 25                                          | | Arbitrage : Miha Bajt Marcin Polak et Wiktor Zien |

| 25 octobre 2015 | HK Partizan Belgrade | 1-10 (0-1, 1-4, 0-5) | CSM Dunărea Galați | Winter Stadium 300 spectateurs |

| Feuille de match | Feuille de match                     | Feuille de match                             | Feuille de match | Feuille de match                                               |
| ---------------- | ------------------------------------ | -------------------------------------------- | --- | -------------------------------------------------------------- |
|                  | - Izvekov (Jankovic) — 33 min 28 s - | 0-1 0-2 0-3 0-4 1-4 1-5 1-6 1-7 1-8 1-9 1-10 | Krajci (Ryabenko, Chernenko) — 3 min 28 s (IN) Chernenko (Nagy) — 20 min 30 s (IN) Lorincz — 30 min 5 s (SN) Lorincz (Nagy, Krajci) — 30 min 23 s (SN) - Lorincz (Chernenko) — 35 min 43 s Szocs (Goga, Durkech) — 45 min 1 s (SN) Lorincz (Krajci) — 46 min 30 s Hildebrand (Szocs, Pal) — 46 min 55 s Chernenko — 48 min 33 s (SN) Neagos (Vlase, Necula) — 57 min 25 s | Arbitrage : Vladimir Babic Patryk Kasprzyk et Marcin Mlynarski |
| Matija Ganic     | Gardiens                             | Viorel Radu                                  | | Arbitrage : Vladimir Babic Patryk Kasprzyk et Marcin Mlynarski |
| 20 min           | Pénalités                            | 14 min                                       | | Arbitrage : Vladimir Babic Patryk Kasprzyk et Marcin Mlynarski |
| 33               | Tirs                                 | 41                                           | | Arbitrage : Vladimir Babic Patryk Kasprzyk et Marcin Mlynarski |

| 25 octobre 2015 | Coventry Blaze | 2-3 (1-0, 0-0, 1-3) | GKS Tychy | Winter Stadium 2 700 spectateurs |

| Feuille de match | Feuille de match                                                                       | Feuille de match    | Feuille de match                                                                                              | Feuille de match                                         |
| ---------------- | -------------------------------------------------------------------------------------- | ------------------- | --- | -------------------------------------------------------- |
|                  | Pietrus (Lauzon, Jorgensen) — 2 min 35 s (SN) Quesnele (Tanaka, Trimm) — 40 min 52 s - | 1-0 2-0 2-1 2-2 2-3 | - Bryk (Bepierszcz, Vítek) — 45 min 13 s Witecki (Baginski, Bryk) — 50 min 1 s Galant (Witecki) — 54 min 24 s | Arbitrage : Markus Krawinkel Marcin Polak et Wiktor Zien |
| Brian Stewart    | Gardiens                                                                               | Štefan Žigárdy      | | Arbitrage : Markus Krawinkel Marcin Polak et Wiktor Zien |
| 62 min           | Pénalités                                                                              | 38 min              | | Arbitrage : Markus Krawinkel Marcin Polak et Wiktor Zien |
| 23               | Tirs                                                                                   | 51                  | | Arbitrage : Markus Krawinkel Marcin Polak et Wiktor Zien |

## Troisième tour
Le troisième tour a lieu du 20 au 22 novembre à Asiago (Italie) pour le Groupe D et à Rouen (France) pour le Groupe E.

### Groupe D
| Clt   | Équipe                      | PJ | V | VP | D | DP | BP | BC | Diff | Pts |
| ----- | --------------------------- | -- | - | -- | - | -- | -- | -- | ---- | --- |
| +001, | Herning Blue Fox            | 3  | 2 | 1  | 0 | 0  | 10 | 3  | +7   | 8   |
| +002, | Asiago Hockey               | 3  | 2 | 0  | 0 | 1  | 8  | 4  | +4   | 7   |
| +003, | HK Ertis Pavlodar           | 3  | 1 | 0  | 2 | 0  | 13 | 8  | +5   | 3   |
| +004, | Mogo Riga (Vainqueur Gr. B) | 3  | 0 | 0  | 3 | 0  | 4  | 20 | -16  | 0   |

- Qualifié pour la Super finale

| 20 novembre 2015 | HK Ertis Pavlodar | 11-2 (3-1, 3-0, 5-1) | Mogo Riga | Pala Hodegart 300 spectateurs |

| Feuille de match | Feuille de match | Feuille de match                                      | Feuille de match                                                                       | Feuille de match                                                                      |
| ---------------- | --- | ----------------------------------------------------- | -------------------------------------------------------------------------------------- | ------------------------------------------------------------------------------------- |
|                  | Bourdeliov (Evdokimov, Rakhmanov) — 5 min 13 s Makarov (Klemechov) — 11 min 8 s (2 SN) - Evdokimov (Bourdeliov) — 19 min 24 s Tesliouk (Vassiliev, Iermolaïev) — 31 min 3 s Bondarenko (Sevostianov) — 31 min 36 s Rakhmanov (Petouchkine) — 37 min 21 s Rakhmanov (Petouchkine, Evdokimov) — 40 min 55 s - Zoubkov (Sevostianov, Mochkariov) — 41 min 46 s Bourdeliov (Makarov) — 44 min 26 s (SN) Klemechov (Mlynarovič) — 54 min 40 s (SN) Aidach (Tesliouk, Vassiliev) — 55 min 39 s | 1-0 2-0 2-1 3-1 4-1 5-1 6-1 7-1 7-2 8-2 9-2 10-2 11-2 | - Durdins (Lavrenovs, Želubovskis) — 18 min 18 s (SN) - Prusis (Cinks) — 41 min 18 s - | Arbitrage : Patric Bjalkander et Trpimir Piragic Federico Giacomozzi et Federico Pace |
| Marek Šimko      | Gardiens | Henrijs Ancs (31:36) Renars Kazanovs (28:24)          |                                                                                        | Arbitrage : Patric Bjalkander et Trpimir Piragic Federico Giacomozzi et Federico Pace |
| 14 min           | Pénalités | 20 min                                                |                                                                                        | Arbitrage : Patric Bjalkander et Trpimir Piragic Federico Giacomozzi et Federico Pace |
| 55               | Tirs | 35                                                    |                                                                                        | Arbitrage : Patric Bjalkander et Trpimir Piragic Federico Giacomozzi et Federico Pace |

| 20 novembre 2015 | Asiago Hockey | 1-2 (TB) (0-1, 1-0, 0-0, 0-0, 0-1) | Herning Blue Fox | Pala Hodegart 1 600 spectateurs |

| Feuille de match     | Feuille de match                 | Feuille de match | Feuille de match                                              | Feuille de match                                                          |
| -------------------- | -------------------------------- | ---------------- | ------------------------------------------------------------- | ------------------------------------------------------------------------- |
|                      | - Presti (Nigro) — 25 min 58 s - | 0-1 1-1 1-2      | Smithson (Linnet, Frank) — 14 min 26 s - George — 65 min (TB) | Arbitrage : Oldrich Hejduk et Artur Kulev Nicola Basso et Alexander Wiest |
| Christopher Carrozzi | Gardiens                         | Lubomir Pisar    |                                                               | Arbitrage : Oldrich Hejduk et Artur Kulev Nicola Basso et Alexander Wiest |
| 24 min               | Pénalités                        | 37 min           |                                                               | Arbitrage : Oldrich Hejduk et Artur Kulev Nicola Basso et Alexander Wiest |
| 33                   | Tirs                             | 35               |                                                               | Arbitrage : Oldrich Hejduk et Artur Kulev Nicola Basso et Alexander Wiest |

| 21 novembre 2015 | Herning Blue Fox | 5-2 (1-0, 2-1, 2-1) | Mogo Riga | Pala Hodegart 320 spectateurs |

| Feuille de match | Feuille de match | Feuille de match            | Feuille de match                                                                                   | Feuille de match                                                                  |
| ---------------- | --- | --------------------------- | -------------------------------------------------------------------------------------------------- | --------------------------------------------------------------------------------- |
|                  | Lauridsen (T. Andersen, Madsen) — 5 min 18 s - Sinisalo — 37 min 55 s George — 37 min 55 s Lauridsen (Uldall) — 46 min 20 s (SN) - Sinisalo — 59 min 32 s (CV) | 1-0 1-1 2-1 3-1 4-1 4-2 5-2 | - M. Lipsbergs (E. Lipsbergs, Teluskins) — 30 min 56 s - E. Lipsbergs (Cinks) — 57 min 37 s (JS) - | Arbitrage : Oldrich Hejduk et Trpimir Piragic Nicola Basso et Federico Giacomozzi |
| Lubomir Pisar    | Gardiens | Henrijs Ancs                | | Arbitrage : Oldrich Hejduk et Trpimir Piragic Nicola Basso et Federico Giacomozzi |
| 10 min           | Pénalités | 16 min                      | | Arbitrage : Oldrich Hejduk et Trpimir Piragic Nicola Basso et Federico Giacomozzi |
| 31               | Tirs | 20                          | | Arbitrage : Oldrich Hejduk et Trpimir Piragic Nicola Basso et Federico Giacomozzi |

| 21 novembre 2015 | HK Ertis Pavlodar | 2-3 (0-1, 2-1, 0-1) | Asiago Hockey | Pala Hodegart 1 700 spectateurs |

| Feuille de match | Feuille de match                                                                  | Feuille de match     | Feuille de match                                                                                               | Feuille de match                                                              |
| ---------------- | --------------------------------------------------------------------------------- | -------------------- | --- | ----------------------------------------------------------------------------- |
|                  | - Sevostianov (Iermolaïev) — 21 min 32 s - Evdokimov (Bourdeliov) — 39 min 32 s - | 0-1 1-1 1-2 2-2 2-3  | Nigro (Luciani) — 16 min 10 s - Ulmer (Bentivoglio, Luciani) — 36 min 23 s - Nigro (Bentivoglio) — 40 min 54 s | Arbitrage : Patric Bjalkander et Artur Kulev Federico Pace et Alexander Wiest |
| Marek Šimko      | Gardiens                                                                          | Christopher Carrozzi | | Arbitrage : Patric Bjalkander et Artur Kulev Federico Pace et Alexander Wiest |
| 10 min           | Pénalités                                                                         | 8 min                | | Arbitrage : Patric Bjalkander et Artur Kulev Federico Pace et Alexander Wiest |
| 25               | Tirs                                                                              | 20                   | | Arbitrage : Patric Bjalkander et Artur Kulev Federico Pace et Alexander Wiest |

| 22 novembre 2015 | Herning Blue Fox | 3-0 (1-0, 0-0, 2-0) | HK Ertis Pavlodar | Pala Hodegart 400 spectateurs |

| Feuille de match | Feuille de match | Feuille de match | Feuille de match | Feuille de match                                                                 |
| ---------------- | --- | ---------------- | ---------------- | -------------------------------------------------------------------------------- |
|                  | Sagat (Madsen, S. Andersen) — 11 min 30 s (SN) George (S. Andersen) — 45 min 57 s Essery (Sinisalo) — 58 min 11 s (SN) | 1-0 2-0 3-0      | -                | Arbitrage : Patric Bjaklander et Artur Kulev Nicola Basso et Federico Giacomozzi |
| Simon Nielsen    | Gardiens | Marek Šimko      |                  | Arbitrage : Patric Bjaklander et Artur Kulev Nicola Basso et Federico Giacomozzi |
| 4 min            | Pénalités | 20 min           |                  | Arbitrage : Patric Bjaklander et Artur Kulev Nicola Basso et Federico Giacomozzi |
| 34               | Tirs | 16               |                  | Arbitrage : Patric Bjaklander et Artur Kulev Nicola Basso et Federico Giacomozzi |

| 22 novembre 2015 | Mogo Riga | 0-4 (0-0, 0-2, 0-2) | Asiago Hockey | Pala Hodegart 1 500 spectateurs |

| Feuille de match | Feuille de match | Feuille de match     | Feuille de match | Feuille de match                                                               |
| ---------------- | ---------------- | -------------------- | --- | ------------------------------------------------------------------------------ |
|                  | -                | 0-1 0-2 0-3 0-4      | Tessari (Luciani, Iori) — 28 min 1 s (SN) Luciani — 34 min 27 s Magnabosco Aguirre — 45 min 4 s Ulmer (Lutz) — 57 min 46 s (CV) | Arbitrage : Oldrich Hejduk et Trpimir Piragic Federico Pace et Alexander Wiest |
| Renars Kazanovs  | Gardiens         | Christopher Carrozzi | | Arbitrage : Oldrich Hejduk et Trpimir Piragic Federico Pace et Alexander Wiest |
| 8 min            | Pénalités        | 12 min               | | Arbitrage : Oldrich Hejduk et Trpimir Piragic Federico Pace et Alexander Wiest |
| 26               | Tirs             | 33                   | | Arbitrage : Oldrich Hejduk et Trpimir Piragic Federico Pace et Alexander Wiest |

### Groupe E
| Clt   | Équipe                      | PJ | V | VP | D | DP | BP | BC | Diff | Pts |
| ----- | --------------------------- | -- | - | -- | - | -- | -- | -- | ---- | --- |
| +001, | Dragons de Rouen            | 3  | 3 | 0  | 0 | 0  | 13 | 6  | +7   | 9   |
| +002, | GKS Tychy (Vainqueur Gr. C) | 3  | 2 | 0  | 1 | 0  | 8  | 7  | +1   | 6   |
| +003, | HK Chakhtsior Salihorsk     | 3  | 1 | 0  | 2 | 0  | 7  | 3  | +4   | 3   |
| +004, | HK Krementchouk             | 3  | 0 | 0  | 3 | 0  | 4  | 16 | -12  | 0   |

- Qualifié pour la Super finale

| 20 novembre 2015 | HK Krementchouk | 0-6 (0-2, 0-3, 0-1) | HK Chakhtsior Salihorsk | Île Lacroix 1 022 spectateurs |

| Feuille de match      | Feuille de match | Feuille de match        | Feuille de match | Feuille de match                                                                  |
| --------------------- | ---------------- | ----------------------- | --- | --------------------------------------------------------------------------------- |
|                       | -                | 0-1 0-2 0-3 0-4 0-5 0-6 | Kountsevitch (Brikoun) — 7 min 19 s Androuchtchenko (Dziamko, Levchtcha) — 18 min 54 s (SN) Kountsevitch (Brikoun) — 32 min 8 s Ousenko (Dziamko, Goranine) — 32 min 45 s Levchtcha (Dziamko, Dournov) — 37 min 51 s (SN) Levchtcha (Dziamko, Ousenko) — 59 min 34 s (SN) | Arbitrage : Daniel Gamper et Jacob Grumsen Clément Goncalves et Frédéric Peurière |
| Mikhail Chtchevtchouk | Gardiens         | Maksim Malioutsine      | | Arbitrage : Daniel Gamper et Jacob Grumsen Clément Goncalves et Frédéric Peurière |
| 18 min                | Pénalités        | 4 min                   | | Arbitrage : Daniel Gamper et Jacob Grumsen Clément Goncalves et Frédéric Peurière |
| 11                    | Tirs             | 49                      | | Arbitrage : Daniel Gamper et Jacob Grumsen Clément Goncalves et Frédéric Peurière |

| 20 novembre 2015 | Dragons de Rouen | 5-3 (1-2, 1-0, 3-1) | GKS Tychy | Île Lacroix 2 450 spectateurs |

| Feuille de match | Feuille de match | Feuille de match                | Feuille de match | Feuille de match                                                               |
| ---------------- | --- | ------------------------------- | --- | ------------------------------------------------------------------------------ |
|                  | Chakiachvili (Lampérier, Y. Treille) — 5 min 51 s (SN) - S. Treille (Guénette, Manavian) — 30 min 15 s Guénette (S. Treille, Y. Treille) — 41 min 20 s (SN) Krog (Thinel, Chakiachvili) — 43 min 9 s Krog — 45 min 12 s - | 1-0 1-1 1-2 2-2 3-2 4-2 5-2 5-3 | - Galant (Kolarz) — 11 min 54 s Rzeszutko (Hertl, Pociecha) — 19 min 10 s (SN) - Bepierszcz (Kalinowski) — 50 min 27 s | Arbitrage : Roystian Hansen et Sirko Hunnius Matthieu Barbez et Thomas Caillot |
| Dany Sabourin    | Gardiens | Štefan Žigárdy                  | | Arbitrage : Roystian Hansen et Sirko Hunnius Matthieu Barbez et Thomas Caillot |
| 18 min           | Pénalités | 14 min                          | | Arbitrage : Roystian Hansen et Sirko Hunnius Matthieu Barbez et Thomas Caillot |
| 37               | Tirs | 36                              | | Arbitrage : Roystian Hansen et Sirko Hunnius Matthieu Barbez et Thomas Caillot |

| 21 novembre 2015 | HK Chakhtsior Salihorsk | 1-2 (0-0, 1-0, 0-2) | GKS Tychy | Île Lacroix 2 017 spectateurs |

| Feuille de match   | Feuille de match                                          | Feuille de match | Feuille de match                                                        | Feuille de match                                                                  |
| ------------------ | --------------------------------------------------------- | ---------------- | ----------------------------------------------------------------------- | --------------------------------------------------------------------------------- |
|                    | Androuchtchenko (Levchtcha, Dziamko) — 23 min 45 s (SN) - | 1-0 1-1 1-2      | - Komorski (Bepierszcz) — 50 min 21 s Bepierszcz (Kolarz) — 54 min 33 s | Arbitrage : Roystian Hansen et Sirko Hunnius Matthieu Barbez et Clément Goncalves |
| Maksim Malioutsine | Gardiens                                                  | Štefan Žigárdy   |                                                                         | Arbitrage : Roystian Hansen et Sirko Hunnius Matthieu Barbez et Clément Goncalves |
| 20 min             | Pénalités                                                 | 10 min           |                                                                         | Arbitrage : Roystian Hansen et Sirko Hunnius Matthieu Barbez et Clément Goncalves |
| 35                 | Tirs                                                      | 23               |                                                                         | Arbitrage : Roystian Hansen et Sirko Hunnius Matthieu Barbez et Clément Goncalves |

| 21 novembre 2015 | Dragons de Rouen | 7-3 (4-1, 2-0, 1-2) | HK Krementchouk | Île Lacroix 2 550 spectateurs |

| Feuille de match                               | Feuille de match | Feuille de match                                       | Feuille de match                                                                                             | Feuille de match                                                               |
| ---------------------------------------------- | --- | ------------------------------------------------------ | --- | ------------------------------------------------------------------------------ |
|                                                | Thinel (Manavian, Krog) — 14 s S. Treille (Guénette, Y. Treille) — 6 min 32 s (SN) Chakiachvili (Y. Treille, Guénette) — 8 min 52 s Thinel (Koudys, Manavian) — 11 min 20 s - Konttinen (S. Treille, Arrossamena) — 26 min 28 s (SN) S. Treille (Konttinen, Arrossamena) — 32 min 49 s Lampérier (Chakiachvili) — 41 min 2 s (IN) - | 1-0 2-0 3-0 4-0 4-1 5-1 6-1 7-1 7-2 7-3                | - Karpenko — 15 min 57 s (SN) - Hritsenko (Yanichtchevski) — 42 min 23 s Pidgourski (Hritsenko) — 51 min 8 s | Arbitrage : Daniel Gamper et Jacob Grumsen Thomas Caillot et Frédéric Peurière |
| Dany Sabourin (30:50) Quentin Papillon (29:10) | Gardiens | Mikhail Chtchevtchouk (51:08) Danylo Yeliseïev (08:52) | | Arbitrage : Daniel Gamper et Jacob Grumsen Thomas Caillot et Frédéric Peurière |
| 16 min                                         | Pénalités | 16 min                                                 | | Arbitrage : Daniel Gamper et Jacob Grumsen Thomas Caillot et Frédéric Peurière |
| 55                                             | Tirs | 25                                                     | | Arbitrage : Daniel Gamper et Jacob Grumsen Thomas Caillot et Frédéric Peurière |

| 22 novembre 2015 | GKS Tychy | 3-1 (2-0, 0-1, 1-0) | HK Krementchouk | Île Lacroix 1 975 spectateurs |

| Feuille de match | Feuille de match                                                                                              | Feuille de match      | Feuille de match                                     | Feuille de match                                                               |
| ---------------- | --- | --------------------- | ---------------------------------------------------- | ------------------------------------------------------------------------------ |
|                  | Rzeszutko (Bryk) — 9 min 57 s Rzeszutko (Majoch, Kotlorz) — 19 min 37 s - Galant (Kotlorz) — 55 min 57 s (SN) | 1-0 2-0 2-1 3-1       | - Zhvonir (Romanenko, Karpenko) — 35 min 33 s (SN) - | Arbitrage : David Gamper et Sirko Hunnius Matthieu Barbez et Frédéric Peuriere |
| Štefan Žigárdy   | Gardiens | Mikhail Chtchevtchouk |                                                      | Arbitrage : David Gamper et Sirko Hunnius Matthieu Barbez et Frédéric Peuriere |
| 14 min           | Pénalités | 8 min                 |                                                      | Arbitrage : David Gamper et Sirko Hunnius Matthieu Barbez et Frédéric Peuriere |
| 43               | Tirs | 20                    |                                                      | Arbitrage : David Gamper et Sirko Hunnius Matthieu Barbez et Frédéric Peuriere |

| 22 novembre 2015 | HK Chakhtsior Salihorsk | 0-1 (0-1, 0-0, 0-0) | Dragons de Rouen | Île Lacroix 2 646 spectateurs |

| Feuille de match   | Feuille de match | Feuille de match | Feuille de match                     | Feuille de match                                                                 |
| ------------------ | ---------------- | ---------------- | ------------------------------------ | -------------------------------------------------------------------------------- |
|                    | -                | 0-1              | Guillemain (Lampérier) — 19 min 11 s | Arbitrage : Jacob Grumsen et Roystian Hansen Thomas Caillot et Clément Goncalves |
| Maksim Malioutsine | Gardiens         | Dany Sabourin    |                                      | Arbitrage : Jacob Grumsen et Roystian Hansen Thomas Caillot et Clément Goncalves |
| 28 min             | Pénalités        | 18 min           |                                      | Arbitrage : Jacob Grumsen et Roystian Hansen Thomas Caillot et Clément Goncalves |
| 21                 | Tirs             | 28               |                                      | Arbitrage : Jacob Grumsen et Roystian Hansen Thomas Caillot et Clément Goncalves |

## Super finale (Groupe F)
La Super finale a lieu du 8 au 10 janvier 2016 à Rouen en France.
| Clt   | Équipe           | PJ | V | VP | D | DP | BP | BC | Diff | Pts |
| ----- | ---------------- | -- | - | -- | - | -- | -- | -- | ---- | --- |
| +001, | Dragons de Rouen | 3  | 3 | 0  | 0 | 0  | 14 | 7  | +7   | 9   |
| +002, | Herning Blue Fox | 3  | 1 | 0  | 2 | 0  | 5  | 6  | -1   | 3   |
| +003, | GKS Tychy        | 3  | 1 | 0  | 2 | 0  | 9  | 11 | -2   | 3   |
| +004, | Asiago Hockey    | 3  | 1 | 0  | 2 | 0  | 6  | 10 | -4   | 3   |

- Vainqueur de la Coupe continentale 2015-2016

| 8 janvier 2016 | Herning Blue Fox | 1-2 (0-0, 1-2, 0-0) | GKS Tychy | Île Lacroix 1 838 spectateurs |

| Feuille de match | Feuille de match                           | Feuille de match | Feuille de match                                                                    | Feuille de match                                                                               |
| ---------------- | ------------------------------------------ | ---------------- | ----------------------------------------------------------------------------------- | ---------------------------------------------------------------------------------------------- |
|                  | D. Nielsen (Smithson) — 20 min 48 s (SN) - | 1-0 1-1 1-2      | - Kolarz (Rzeszutko, Kartochkine) — 23 min 49 s Ciura (Vítek, Kolarz) — 26 min 18 s | Arbitrage : Manuel Nikolic Per Gustav Solem Juges de lignes : Sandro Gurtner Yauheni Hancharou |
| Simon Nielsen    | Gardiens                                   | Štefan Žigárdy   |                                                                                     | Arbitrage : Manuel Nikolic Per Gustav Solem Juges de lignes : Sandro Gurtner Yauheni Hancharou |
| 6 min            | Pénalités                                  | 8 min            |                                                                                     | Arbitrage : Manuel Nikolic Per Gustav Solem Juges de lignes : Sandro Gurtner Yauheni Hancharou |
| 26               | Tirs                                       | 31               |                                                                                     | Arbitrage : Manuel Nikolic Per Gustav Solem Juges de lignes : Sandro Gurtner Yauheni Hancharou |

| 8 janvier 2016 | Asiago Hockey | 2-4 (1-2, 0-2, 1-0) | Dragons de Rouen | Île Lacroix 2 546 spectateurs |

| Feuille de match     | Feuille de match                                           | Feuille de match        | Feuille de match | Feuille de match                                                                    |
| -------------------- | ---------------------------------------------------------- | ----------------------- | --- | ----------------------------------------------------------------------------------- |
|                      | Magnabosco Aguirre — 3 min 47 s - Nigro — 50 min 56 s (IN) | 1-0 1-1 1-2 1-3 1-4 2-4 | - Thinel (Guénette) — 6 min 28 s Thinel (Guénette, Lampérier) — 15 min Lampérier (Thinel) — 28 min 26 s (SN) Arrossamena (Labelle, Chakiachvili) — 30 min 39 s - | Arbitrage : Rene Hradil Anssi Salonen Juges de lignes : Fredrik Altberg Ryan Madsen |
| Christopher Carrozzi | Gardiens                                                   | Dany Sabourin           | | Arbitrage : Rene Hradil Anssi Salonen Juges de lignes : Fredrik Altberg Ryan Madsen |
| 20 min               | Pénalités                                                  | 12 min                  | | Arbitrage : Rene Hradil Anssi Salonen Juges de lignes : Fredrik Altberg Ryan Madsen |
| 29                   | Tirs                                                       | 38                      | | Arbitrage : Rene Hradil Anssi Salonen Juges de lignes : Fredrik Altberg Ryan Madsen |

| 9 janvier 2016 | Herning Blue Fox | 4-0 (0-0, 1-0, 3-0) | Asiago Hockey | Île Lacroix 2 482 spectateurs |

| Feuille de match | Feuille de match | Feuille de match     | Feuille de match | Feuille de match                                                                    |
| ---------------- | --- | -------------------- | ---------------- | ----------------------------------------------------------------------------------- |
|                  | Essery — 21 min 18 s Sagat — 50 min 27 s D. Nielsen (George, Sinisalo) — 52 min 19 s (2 SN) Linnet (Knudsen) — 58 min 51 s | 1-0 2-0 3-0 4-0      | -                | Arbitrage : Anssi Salonen Per Gustav Solem Juges de lignes : Vit Lederer Henri Neva |
| Simon Nielsen    | Gardiens | Christopher Carrozzi |                  | Arbitrage : Anssi Salonen Per Gustav Solem Juges de lignes : Vit Lederer Henri Neva |
| 14 min           | Pénalités | 6 min                |                  | Arbitrage : Anssi Salonen Per Gustav Solem Juges de lignes : Vit Lederer Henri Neva |
| 20               | Tirs | 29                   |                  | Arbitrage : Anssi Salonen Per Gustav Solem Juges de lignes : Vit Lederer Henri Neva |

| 9 janvier 2016 | Dragons de Rouen | 6-5 (4-2, 2-2, 0-1) | GKS Tychy | Île Lacroix 2 746 spectateurs |

| Feuille de match | Feuille de match | Feuille de match                                          | Feuille de match | Feuille de match                                                                         |
| ---------------- | --- | --------------------------------------------------------- | --- | ---------------------------------------------------------------------------------------- |
|                  | - Koudys (Coulombe) — 2 min 45 s Thinel (Matheson) — 3 min 41 s Dame-Malka (Labelle) — 11 min 2 s Thinel (Guénette) — 13 min (SN) - S. Treille — 20 min 49 s Dame-Malka (Lampérier, Guénette) — 27 min 10 s - | 0-1 1-1 2-1 3-1 4-1 4-2 5-2 6-2 6-3 6-4 6-5               | Kalinowski — 42 s - Kolusz (Rzeszutko, Lopuski) — 16 min 28 s (2 SN) - Rzeszutko (Woźnica) — 32 min 42 s (SN) Kotlorz (Kolusz) — 37 min 53 s Rzeszutko (Pociecha) — 59 min 23 s (JS) | Arbitrage : Manuel Nikolic Tomas Orolin Juges de lignes : Fredrik Altberg Sandro Gurtner |
| Dany Sabourin    | Gardiens | Štefan Žigárdy (13 min 00 s) Kamil Kosowski (46 min 04 s) | | Arbitrage : Manuel Nikolic Tomas Orolin Juges de lignes : Fredrik Altberg Sandro Gurtner |
| 12 min           | Pénalités | 16 min                                                    | | Arbitrage : Manuel Nikolic Tomas Orolin Juges de lignes : Fredrik Altberg Sandro Gurtner |
| 33               | Tirs | 34                                                        | | Arbitrage : Manuel Nikolic Tomas Orolin Juges de lignes : Fredrik Altberg Sandro Gurtner |

| 10 janvier 2016 | GKS Tychy | 2-4 (0-1, 1-1, 1-2) | Asiago Hockey | Île Lacroix 2 546 spectateurs |

| Feuille de match | Feuille de match                                                                | Feuille de match        | Feuille de match | Feuille de match                                                                      |
| ---------------- | ------------------------------------------------------------------------------- | ----------------------- | --- | ------------------------------------------------------------------------------------- |
|                  | - Kolusz (Rzeszutko) — 33 min 11 s - Baginski (Galant, Bryk) — 57 min 51 s (SN) | 0-1 0-2 1-2 1-3 1-4 2-4 | Magnabosco Aguirre (Tessari) — 7 min 49 s (SN) Lutz (Nigro, Bentivoglio) — 20 min 43 s (SN) - Ulmer (Luciani, Bentivoglio) — 43 min 44 s Bentivoglio (Nigro) — 54 min 37 s (SN) - | Arbitrage : Rene Hradil Manuel Nikolic Juges de lignes : Yauheni Hancharou Henri Neva |
| Kamil Kosowski   | Gardiens                                                                        | Christopher Carrozzi    | | Arbitrage : Rene Hradil Manuel Nikolic Juges de lignes : Yauheni Hancharou Henri Neva |
| 8 min            | Pénalités                                                                       | 22 min                  | | Arbitrage : Rene Hradil Manuel Nikolic Juges de lignes : Yauheni Hancharou Henri Neva |
| 34               | Tirs                                                                            | 22                      | | Arbitrage : Rene Hradil Manuel Nikolic Juges de lignes : Yauheni Hancharou Henri Neva |

| 10 janvier 2016 | Dragons de Rouen | 4-0 (2-0, 1-0, 1-0) | Herning Blue Fox | Île Lacroix 2 746 spectateurs |

| Feuille de match | Feuille de match | Feuille de match | Feuille de match | Feuille de match                                                                 |
| ---------------- | --- | ---------------- | ---------------- | -------------------------------------------------------------------------------- |
|                  | Raux (Koudys) — 9 min 23 s Krog (Matheson, Thinel) — 10 min 20 s Thinel (Lampérier) — 25 min 25 s (SN) Coulombe — 59 min 4 s (IN + CV) | 1-0 2-0 3-0 4-0  | -                | Arbitrage : Tomas Orolin Anssi Salonen Juges de lignes : Vit Lederer Ryan Madsen |
| Dany Sabourin    | Gardiens | Simon Nielsen    |                  | Arbitrage : Tomas Orolin Anssi Salonen Juges de lignes : Vit Lederer Ryan Madsen |
| 37 min           | Pénalités | 36 min           |                  | Arbitrage : Tomas Orolin Anssi Salonen Juges de lignes : Vit Lederer Ryan Madsen |
| 27               | Tirs | 23               |                  | Arbitrage : Tomas Orolin Anssi Salonen Juges de lignes : Vit Lederer Ryan Madsen |